# کراسنی لوچ (استان آمور)
کراسنی لوچ (به لاتین: Krasny Luch) یک منطقهٔ مسکونی در روسیه است که در استان آمور واقع شده‌است.